# Poa alsodes
Poa alsodes är en gräsart som beskrevs av Asa Gray. Poa alsodes ingår i släktet gröen, och familjen gräs. Inga underarter finns listade i Catalogue of Life.